# Love You Live
Love You Live dvostruki je live album grupe The Rolling Stones izdan 1977. godine. To je njihovo treće, službeno, live izdanje. Album se sastoji od pjesama s koncertnih turneja Tour of the Americas shows iz ljeta 1975. i Tour of Europe iz 1976. te nastupa iz noćnog kluba El Mocambo u Torontu iz 1977.

## Popis pjesama

### Disk 1
1. "Intro" (izvadak iz djela 'Fanfare for the Common Man') – 1:24
2. "Honky Tonk Women" – 3:19
3. "If You Can't Rock Me/Get off of My Cloud" – 5:00
4. "Happy" – 2:55
5. "Hot Stuff" – 4:35
6. "Star Star" – 4:10
7. "Tumbling Dice" – 4:00
8. "Fingerprint File" – 5:17
9. "You Gotta Move" – 4:19
10. "You Can't Always Get What You Want" – 7:42

### Disk 2
1. "Mannish Boy" – 6:28
2. "Crackin' Up" – 5:40
3. "Little Red Rooster" – 4:39
4. "Around and Around" – 4:09
5. "It's Only Rock 'n Roll (But I Like It)" – 4:31
6. "Brown Sugar" – 3:11
7. "Jumpin' Jack Flash" – 4:03
8. "Sympathy for the Devil" – 7:51

## Top ljestvice

### Album
| Godina | Ljestvica            | Pozicija |
| ------ | -------------------- | -------- |
| 1977.  | UK Top 60 Albuma     | #3       |
| 1977.  | Billboard Pop Albumi | #5       |

## Članovi sastava na albumu
- Mick Jagger - pjevač, usna harmonika
- Keith Richards - gitara
- Ron Wood - gitara
- Charlie Watts - bubnjevi
- Bill Wyman - bas-gitara

## Vanjske poveznice
- allmusic.com - Love You Live